# Joaquín Chapaprieta

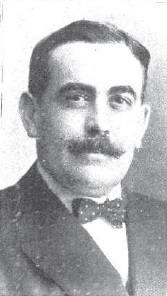
Joaquín Chapaprieta

Joaquín Chapaprieta y Torregrosa (Alicante, 26 oktober 1871 - Madrid, 1951), was een Spaans (partijloos) politicus. 
Joaquín Chapaprieta studeerde rechten in Madrid en werd in 1898 provinciaal afgevaardigde. In 1901 werd hij als linkse liberaal in de Cortes (parlement) gekozen, later werd hij senator. In 1915 werd Chapaprieta onderminister van Justitie en in 1916 en was hij onderminister van Financiën. 
Van 1922 tot 1923 was hij minister van Arbeid in de regering van premier José Sánchez Guerra y Martínez. Na de staatsgreep van generaal Miguel Primo de Rivera in september 1923, verloor hij zijn ministerschap. 
Op 25 september 1935 werd hij met steun van de CEDA en de agrariërs minister-president. Zijn premierschap was van korte duur, op 14 december van dat jaar werd hij als premier opgevolgd door Manuel Portela Valladares.
- Biblioteca Nacional de España: XX1243524
- Bibliothèque nationale de France: cb16113605g (data)
- Catàleg d'autoritats de noms i títols de Catalunya: 981058508656006706
- International Standard Name Identifier: 0000 0003 5706 5641
- Système universitaire de documentation: 138527091
- Virtual International Authority File: 195160474
- WorldCat: E39PBJvd3vhD84PYGDf4YhpVmd